# Liv Nimand Duvå
Liv Nimand Duvå (født 1987) er en dansk forfatter og oversætter. Hun debuterede med romanen Vi er vel helte på forlaget kronstork i 2017 som hun modtog Bodil og Jørgen Munch-Christensens debutantpris for. I 2019 kom den anmelderroste Rosenreglen på Gyldendal. Hun har bl.a. oversat den amerikanske digter Claudia Rankine og den svenske digter Sonja Åkesson til dansk. 

## Bøger
- Vi er vel helte, forlaget Kronstork, 2017
- Rosenreglen, Gyldendal, 2019
- Mødrenes hus, Gyldendal, 2022

## Oversættelser
- Lad mig ikke være ensom, Claudia Rankine, forlaget kronstork 2018
- Jeg bor i Sverige, Sonja Åkesson, forlaget Lesen 2018.